# Сосновка (Щербактинський район)
Сосно́вка (каз. Сосновка) — село у складі Щербактинського району Павлодарської області Казахстану. Адміністративний центр Сосновського сільського округу.
Населення — 458 осіб (2021; 505 у 2009, 939 у 1999, 1258 у 1989).
Національний склад станом на 1989 рік:
- німці — 41 %
- росіяни — 30 %
- українці — 23 %